# Yuli Kim
Pour les articles homonymes, voir Kim.
Yuli Chersanovitch Kim (en russe : Ю́лий Черса́нович Ким), né le 23 décembre 1936 à Moscou en URSS, est un auteur-compositeur, chanteur et dissident soviétique puis russe,. Depuis 1998, il vit alternativement à Jérusalem et à Moscou.

## Biographie
Diplômé de la Faculté d'histoire et de philologie de l'Université pédagogique d'État de Moscou (1959). En tant qu'étudiant, il commence à écrire des chansons basées sur ses poèmes (depuis 1956) et à les interpréter en s'accompagnant à la guitare. Jusqu'en 1962, il fut affecté à une école du Kamtchatka (village d'Ilpyrsky, district de Karaginsky).
En 1962, il retourne à Moscou. Les premiers concerts de Kim eurent lieu à Moscou au début des années 1960 et le jeune auteur devint rapidement l'un des auteurs-compositeurs les plus populaires de l'Union soviétique.
En 1978, il fut lauréat du festival Chanson de l'Année pour la chansons du film À propos du Petit Chaperon rouge de Leonid Netchaïev.
Membre de l'Union des cinéastes (1987), de l'Union des écrivains (1991), du PEN Club (1997). Auteur d'environ cinq cents chansons (dont beaucoup sont entendues dans des films et des pièces de théâtre), trois douzaines de pièces de théâtre et une douzaine de livres.
Lauréat du prix Ostap d'or (1998) et du prix d'État du nom Bulat Okudzhava (1999).